# کوشکک (بختگان)
کوشکک، روستایی در دهستان بختگان بخش مرکزی شهرستان بختگان در استان فارس ایران است. این روستا، مرکز دهستان بختگان است.

## تاریخ
ساکنان اولیه این روستا از طایفه لشنی از ایل زند بوده‌اند که در زمان قاجار به علت سرکشی و درگیری با سران حکومت توسط حاکم وقت این طایفه به چند نقطه از ایران تبعید می‌شوند از جمله استان فارس. که اکنون در حاشیه دریاچه طشک و بختگان از شهر مرودشت دراستان فارس تا شهرستان نیریز ساکن هستند.

## درآمد
درآمد مردم این روستا از بخش کشاورزی بود که از سال ۱۳۸۲ به با خشک شدن دو دریاچه طشک و بختگان به علت احداث دو سد سیوند و ملاصدرا و بندهای غیرقانونی در مسیر رودخانه کر و شالی کاری در پایین دست این سدها و سد درودزن که سرچشمه اصلی این دریاچه‌ها بود. کشاورزی منطقه به مرور زمان از بین رفت و نسل جوان و میانسال این روستا به استان‌های مجاور و در معادن سنگ روی آوردند و منطقه بختگان در خشکسالی و محرومیت قرار گرفته است.

## گردشگری
مناطق گردشگری این روستا چشمه‌های کم‌آب در کوه‌های اطراف می‌باشد از جمله کشتک و تیتک و لایسنگی و دره بز می‌باشد.

## جمعیت
بر پایه سرشماری عمومی نفوس و مسکن در سال ۱۳۹۵، جمعیت این روستا برابر با ۱٬۹۰۴ نفر (۶۱۲ خانوار) بوده است.